# Is the Is Are
Is the Is Are è il secondo album in studio del gruppo musicale statunitense DIIV, pubblicato il 5 febbraio 2016 da Captured Tracks.

## Tracce
Testi e musiche di Zachary Cole Smith.
1. Out of Mind – 3:08
2. Under the Sun – 3:47
3. Bent (Roi's Song) – 5:40
4. Dopamine – 3:55
5. Blue Boredom (Sky's Song) (featuring Sky Ferreira) – 2:33
6. Valentine – 3:17
7. Yr Not Far – 3:19
8. Take Your Time – 4:58
9. Is the Is Are – 3:08
10. Mire (Grant's Song) – 5:34
11. Incarnate Devil – 4:42
12. (Fuck) – 0:16
13. Healthy Moon – 4:11
14. Loose Ends – 3:12
15. (Napa) – 1:44
16. Dust – 4:34
17. Waste of Breath – 5:22

## Formazione
- Zachary Cole Smith – voce, chitarra, basso, batteria (12, 15)
- Devin Ruben Perez – basso (4, 14, 16)
- Ben Wolf – batteria
- Colby Hewitt – batteria (4, 14, 16, 17)
- Colin Caulfield – batteria (3), arrangiamenti (4, 9, 11)
- Sky Ferreira – voce (5)